# Девід Добкін
Де́від До́бкін (англ. David Dobkin; нар. 23 червня 1969, Вашингтон, США) — американський сценарист, продюсер, режисер, який відомий як режисер і продюсер фільмів «Шанхайські лицарі», «Непрохані гості», «Суддя».

## Біографія
Девід Добкін народився в Вашингтоні, США. Там же він навчався у Школі імені Волта Вітмена. У 1991 отримав ступінь бакалавра витончених мистецтв у галузі кіно та телебаченні в Школі мистецтв Тіш.

## Особисте життя
Девід Добкін одружений з продюсеркою Меган Волпер. Пара виховує одну дитину.

## Кар'єра
Девід Добкін мав досвід роботи на телебаченні та в кіно до того як зняв свій перший художній фільм у жанрі чорної комедії «Мішені», у якому головну роль виконав Хоакін Фенікс. Другою режисерською роботою Добкіна стала стрічка з Джекі Чаном й Оуеном Вілсоном «Шанхайські лицарі». У фільмі 2007 «Фред Клаус, брат Санти» головну роль виконав Вінс Вон, з яким він працював у попередній стрічці «Непрохані гості».
Після низки комедійних фільмів «Непрохані гості», «Фред Клаус, брат Санти», «Хочу як ти» режисер зняв драму «Суддя». Фільм розповідає про адвоката, який повертається в рідний дім на похорон своєї матері та дізнається, що тата підозрюють у вбивстві. Складні відносини між сином та батьком чинять перепони в вирішенні справи. Роль другого плану принесла актору Роберту Дювалю численні номінації на престижні кінонагороди, зокрема «Оскар», «Золотий глобус».
У 2017 вийшов у прокат пригодницький фільм «Король Артур: Легенда меча». Про участь Добкіна в ньому стало відомо ще влітку 2011, коли він підписав контракт зі студією Warner Bros.

## Фільмографія
| Рік         | Назва українською                                    | Оригінальна назва                               | Продюсер | Режисер | Сценарист | Примітки                                                        |
| ----------- | ---------------------------------------------------- | ----------------------------------------------- | -------- | ------- | --------- | --------------------------------------------------------------- |
| 1992        |                                                      | 52nd St. Serenade                               |          | Так     |           |                                                                 |
| 1995        | Вулиця кохання                                       | Love Street                                     |          | Так     |           | серіал, 1 епізод                                                |
| 1995        | Морозивник                                           | Ice Cream Man                                   |          |         | Так       |                                                                 |
| 1998        | Мішені                                               | Clay Pigeons                                    |          | Так     |           |                                                                 |
| 2003        | Шанхайські лицарі                                    | Shanghai Knights                                |          | Так     |           |                                                                 |
| 2005        | MTV Movie Awards 2005                                | MTV Movie Awards 2005                           |          | Так     |           | частина «Crashers»                                              |
| 2005        | Мотузки                                              | The Ropes                                       | Так      |         |           | короткометражний фільм; виконавчий продюсер                     |
| 2005        | Непрохані гості                                      | Wedding Crashers                                |          | Так     |           |                                                                 |
| 2007        | Містер простак                                       | Mr. Woodcock                                    | Так      |         |           |                                                                 |
| 2007        | Фред Клаус, брат Санти                               | Fred Claus                                      | Так      | Так     |           |                                                                 |
| 2011        | Хочу як ти                                           | The Change-Up                                   | Так      | Так     |           |                                                                 |
| 2011        | Секс по дружбі                                       | Friends with Benefits                           | Так      | Так     |           | серіал; виконавчий продюсер (12 серій), режисер (пілотна серія) |
| 2012        | Останній дзвоник                                     | Last Call                                       | Так      |         |           | виконавчий продюсер                                             |
| 2013        | R.I.P.D. Примарний патруль                           | R.I.P.D.                                        | Так      |         | Так       | виконавчий продюсер                                             |
| 2013        | Джек — вбивця велетнів                               | Jack the Giant Slayer                           | Так      |         | Так       |                                                                 |
| 2013        |                                                      | The Gabriels                                    | Так      |         |           | телефільм; виконавчий продюсер                                  |
| 2014        | Суддя                                                | The Judge                                       | Так      | Так     | Так       |                                                                 |
| 2015 — 2017 | У пустелі смерті                                     | Into the Badlands                               | Так      | Так     |           | серіал; виконавчий продюсер (16 епізодів), режисер (3 епізоди)  |
| 2015        | Агенти U.N.C.L.E.                                    | The Man from U.N.C.L.E.                         | Так      |         |           | виконавчий продюсер                                             |
| 2015        | Канікули                                             | Vacation                                        | Так      |         |           |                                                                 |
| 2017        | Король Артур: Легенда меча                           | King Arthur: Legend of the Sword                | Так      |         | Так       | виконавчий продюсер                                             |
| 2020        | Пісенний конкурс Євробачення: Історія вогненної саги | Eurovision Song Contest: The Story of Fire Saga | Так      |         |           |                                                                 |
| 2024        | Уявні друзі                                          | IF                                              | Так      |         |           |                                                                 |